# Biblioteca comunale Antonelliana
La biblioteca comunale Antonelliana è la principale biblioteca della città di Senigallia (AN), sede anche dell'archivio storico comunale.

## Descrizione
Oltre a svolgere le normali funzioni di biblioteca pubblica e ad ospitare l'archivio storico senigalliese, la biblioteca comunale Antonelliana è oggi anche mediateca, emeroteca e sede dell'informagiovani, inoltre è disponibile una rete Wi-Fi.
Situata nelle immediate vicinanze del foro Annonario e nel sottotetto dello stesso, conta un'affluenza di circa 23.000 persone all'anno, grazie anche alla sala congressi, a incontri estivi organizzati in tutta la città e ai laboratori didattici.

### Raccolta dei libri
Il fondo iniziale della biblioteca è cresciuto negli anni grazie soprattutto al cardinale Domenico Consolini e alla famiglia Marcolini, tanto che negli anni sessanta, sotto l'impulso dell'amministrazione comunale che acquistò numerosi libri, si arrivò a possedere 35.000 unità, numero salito oggi a circa 80.000 unità.

### Archivio storico
L'archivio storico è consultabile dietro prenotazione e conserva la documentazione politico-amministrativa di Senigallia, con carte che risalgono fino al XVI secolo.
Il tutto è catalogato in cinque fondi:
- fondo Antico (XVI secolo - 1800)
- fondo Nuovo (1800 - 1861)
- fondo Pozzo Campanile (1861 - 1950)
- fondo privato della famiglia Augusti-Arsilli
- fondo dell'Ospedale e del brefotrofio di Senigallia (XVI – XIX secolo)[3].

## Storia

### Le origini romane della collezione
La biblioteca deve il suo nome al cardinale Nicolò Maria Antonelli, nato a Pergola nel 1698, da una nobile famiglia di Senigallia, ma vissuto a Roma dove intraprese la carriera ecclesiastica. Studioso orientalista, Antonelli raccolse a Roma nel corso del XVIII secolo una ricca biblioteca, di manoscritti, incunaboli e volumi rari. In essa confluirono nel 1747 anche opere appartenute alla Biblioteca degli Ottoboni, formata nel 1690 da Pietro Vito Ottoboni (Papa Alessandro VIII) con opere provenienti dalla vendita dalla vasta biblioteca costituita nel XVII secolo a Roma da Cristina di Svezia e quindi dal Papa lasciata in eredità al nipote Card. Pietro Ottoboni.
Antonelli dispose, nel testamento, il lascito di tutti i suoi libri al nipote, cardinale Leonardo Antonelli, con l'impegno a consegnarli alla città di Senigallia dopo la sua morte. Leonardo Antonelli nel 1775 collocò quindi la Biblioteca nella Galleria del Palazzo Pamphilj in Piazza Navona a Roma, affidandola alle cure del bibliotecario Francesco Cancellieri.
Tra i manoscritti della Biblioteca si conservava anche una copia del testo etiopico del Libro di Enoch, una delle primissime giunte in Europa. La provenienza del manoscritto è rimasta a lungo sconosciuta. Ne fa menzione per la prima volta l'orientalista Agostino Antonio Giorgi in una lettera (non datata), scritta prima del 1775. Solo di recente si è potuto appurare che esso proveniva dall'esploratore James Bruce che lo aveva donato al papa Clemente XIV durante una sua visita a Roma nel dicembre 1773.. Il manoscritto, mai tradotto o pubblicato, rimase nella Biblioteca Antonelliana, fino a quando, dopo la sua morte, Angelo Mai lo acquisì attorno al 1825 per la Biblioteca Vaticana rendendolo per la prima volta disponibile alla ricerca internazionale.

### Il trasferimento a Senigallia
Nonostante le disposizioni testamentarie di Nicolò Maria Antonelli, la Biblioteca fu trasferita a Senigallia solo nel 1825 (Leonardo Antonelli era morto nel 1811) e solo dietro decisione di un giudice, chiamato in causa dall'amministrazione comunale.
La Biblioteca fu sistemata nel Palazzo del Governo in piazza Roma, e tre anni dopo si procedette alla nomina del primo bibliotecario, il canonico Antonio Simoncelli. Presto i libri vennero trasferiti in piazza Garibaldi dove allora era presente un ginnasio, affidato insieme alla biblioteca ai gesuiti, tenendola però sempre aperta al pubblico.

Nel 1860, in seguito alla soppressione di molti ordini religiosi, affluirono negli scaffali della biblioteca molte pubblicazioni, provenienti dalle biblioteche dei Serviti e dei Cappuccini.

### Chiusura e rinascita
Dopo un periodo di incuria, sfociato nella chiusura nel 1930, anche a causa del terremoto che lo stesso anno colpì Senigallia, la biblioteca venne spostata nel palazzo Rinaldoni, in via Fratelli Bandiera, ma prima che si terminasse il trasferimento si decise invece di usare come sede il palazzo Gherardi, lungo i portici Ercolani.
Dal 1994 la biblioteca Antonelliana è entrata a far parte del servizio bibliotecario nazionale, mentre quattro anni dopo si utilizzò l'attuale sede al Foro Annonario.